# Język gorontalo
Język gorontalo, także holontalo (hulontalo, holondalo; bahasa Hulontalo) – język austronezyjski rozpowszechniony wśród ludu Gorontalo w północnej części wyspy Celebes, w prowincji Gorontalo oraz częściowo w prowincji Celebes Północny. Należy do grupy języków filipińskich, jest jednym z języków gorontalo-mongondow. Według danych Ethnologue w roku 2000 posługiwało się nim ok. milion osób. Skupiska ludności Gorontalo są obecne również w mieście Manado i w Dżakarcie.
W 1981 r. wyróżniono pięć głównych dialektów: dialekt miasta Gorontalo, wschodni, limboto, zachodni, tilamuta. W gorontalo występują zapożyczenia z malajskiego, arabskiego, portugalskiego, niderlandzkiego oraz języków północnohalmaherskich (ternate i galela). Historycznie region znajdował się pod wpływem Sułtanatu Ternate, a w późniejszym okresie przeszedł pod kontrolę holenderską. W użyciu są również języki indonezyjski i malajski miasta Manado.
Należy do najbardziej znaczących języków regionu pod względem liczby użytkowników. Doprowadził do częściowego zaniku spokrewnionych języków takich jak suwawa i bolango. Zagrożony wymarciem, jest wypierany przez indonezyjski i lokalny malajski. Przyczynia się do tego napływ ludności z innych regionów (od poł. XX w.). W latach 90. XX w. pozostawał w intensywnym użyciu na terenach wiejskich, choć wśród młodszego pokolenia zaobserwowano wzrost roli języka narodowego. Doniesienia z XXI w. wskazują na poważne osłabienie jego pozycji, zwłaszcza na obszarach miejskich.
Pierwsze opisy języka gorontalo sporządzili autorzy zachodni (Wilhelm Joest, J. Breukink), omawiając aspekty jego gramatyki i słownictwo. W II poł. XX w. prace leksykograficzne nad tym językiem prowadził lokalny lingwista Mansoer Pateda. Ich owocem stał się dwujęzyczny słownik gorontalo-indonezyjski (Kamus bahasa Gorontalo-Indonesia, 1977). Istnieją także indonezyjskie opracowania gramatyczne (Morfologi dan sintaksis bahasa Gorontalo, 1988; Kaidah bahasa Gorontalo, 1981) oraz dwujęzyczny słownik z tłumaczeniami gorontalo (Kamus Indonesia-Gorontalo, 1991). Do sporadycznego zapisywania tego języka stosuje się alfabet łaciński.